# اوشن پوینت (هاوایی)
اوشن پوینت (به انگلیسی: Ocean Pointe) یک منطقهٔ مسکونی در ایالات متحده آمریکا است که در هاوایی واقع شده‌است. اوشن پوینت ۵٫۵۴ کیلومتر مربع مساحت و ۸٬۳۶۱ نفر جمعیت دارد و ۵ متر بالاتر از سطح دریا واقع شده‌است.